# Johann Conrad Arnoldi

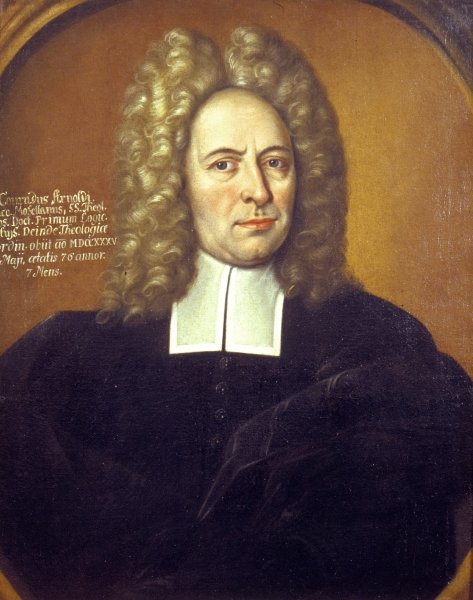
Johann Konrad Arnoldi

Johann Conrad Arnoldi (* 1. November 1658 in Trarbach; † 22. Mai 1735 in Gießen) war ein deutscher Pädagoge, Logiker, Bibliothekar und lutherischer Theologe.

## Leben
Johann Conrad Arnoldi war der Sohn des Rektors am Gymnasium und späteren Pastors und Seniors des Ministeriums Johann Justus Arnoldi. Er hatte anfänglich das Gymnasium seiner Vaterstadt besucht und 1677 ein Studium der philosophischen Wissenschaften an der Universität Gießen aufgenommen. Hier besuchte er die Vorlesungen in Logik und Metaphysik bei Johann Daniel Arcularius, in Ethik bei Johann Weiße (1620–1683), Rhetorik und Geschichte bei Heinrich Phasian (1633–1697), die Mathematik bei Balthasar Mentzer, Physik bei Lorenz Strauß (1633–1687) und die orientalischen Sprachen bei David Clodius. Diese Lehrer hatten ihm das Rüstzeug mitgegeben, so dass er sich 1679 den akademischen Grad eines Magisters der Philosophie erwerben konnte. Danach widmete er sich dem Studium der Theologie, wozu er die Vorlesungen von Johann Nikolaus Misler, Philipp Ludwig Hanneken und Kilian Rudrauf (1627–1690) besuchte.
1680 wechselte er an die Universität Straßburg, wo er in Sebastian Schmidt, Isaak Faust (1631–1702), Balthasar Bebel und Ulrich Obrecht (1646–1701) weitere Lehrer fand. 1683 unternahm er eine Bildungsreise, die ihn nach Durlach, Stuttgart und Tübingen führte. In Tübingen hatte er ein halbes Jahr lang die Vorlesungen von Johann Adam Osiander, Georg Henrich Häberlin (1644–1699) und Johann Ulrich Pregizer besucht. Nach einem Zwischenaufenthalt an der Universität Altdorf kehrte er wieder in seine Heimat zurück und setzte seine Reiseambitionen von dort aus fort. So hatte er sich nach Sachsen begeben, war in Frankfurt am Main, Heidelberg, Mannheim, Speyer, Worms und 1684 nach Frankreich gereist.
Am 19. Februar 1685 wurde er zum Rektor des Gymnasiums in Trarbach berufen, erhielt am 10. Februar 1708 eine Berufung zum Rektor des Gymnasiums in Darmstadt, wo er unter anderem die Schulordnung neu überarbeitete. Am 28. Oktober 1716 wurde er ordentlicher Professor der Logik und Metaphysik an der Universität Gießen. Hier absolvierte er am 9. Dezember 1717 das Lizentiat der Theologie und promovierte am 25. Juni 1719 zum Doktor der Theologie. 1725 wurde er Bibliothekar der Gießener Universitätsbibliothek, 1729 vierter ordentlicher Professor der Theologie und 1733 Mitglied des geistlichen Konsistoriums. Arnoldi hatte sich auch an den organisatorischen Aufgaben der Gießener Hochschule beteiligt. So war er 1732 Dekan der theologischen Fakultät und 1725 Rektor der Alma Mater.
Aus seiner Ehe stammen sechs Söhne und fünf Töchter. Bekannt sind die Söhne Theodor Elias und Ernst Christoph Arnoldi.

## Werkauswahl
- Disp. Philos. De independentia. Gießen 1678
- Exerc. Theol. de resurrectione infantum nondum genitorum. Straßburg 1682
- Disp. Sub tit. Procus divinitatis Julius Proculus. Frankfurt/Altdorf 1683
- Programmata varia. Straßburg
- Progr. invitat. Ad orat. Inaug de aquila scholastica. Darmstadt 1708
- Progr. de ignoratione Die, origine malorum omnium, ad trium juvenum oratines audiendas invitorium. Darmstadt 1708
- Elegia invitatoria ad aud. Orat. Auspical. M. Jo. Frid. Mickelii, novi Conr. Darmstadt 1708
- Progr. Invit. Ad panegyricum Ernesto Ludovico, H. Landgr. Dicendum. Darmstadt 1709
- Progr. Carminicum, quo indixit orations in connubium Dorotheae Sophiae, Landgr. Hass. Cum Jo. Frieder. Comite in Hohenlohe et Gleichen. Darmstadt 1710
- Progr. invitator declamationibus sex solemnibus ad leges et artes vestiarias praemissum. Darmstadt 1710
- Matanoeologia h. e. loci de poenitentia secundum ductum institutionum b. Dieterici catecheticarum, lectionibus theologicis ordinariis explicati, summaria repetitio; Resp. Jo. Zachar. Thilemann. Darmstadt 1710
- Progr. quo Alexipharmacum mortis, in typo serpentis aenei, Israelitis olim in deserto a Mose praeparatum, & in antitypo Jesu crucifixo reconditum; sed ex pharmacopolio Scripturae S. a nonnullis primae classis paedagogicis repetendum auditorum gratiae atque benevolentiae commendat. Darmstadt 1711
- Progr. quo boni principis symbolum, felicis imperii praesagium, quadruplici oratione geminata exponendum, commendat. Darmstadt 1712
- Progr. Astromantia profana & sacra. Darmstadt 1713
- Progr. quod inscribitur: magnis in ecclesiam, litteras & rem pubicam mentis vere magnus princeps Ludovicus V. H. L. cognomine & omine fidelis, ab egregia juventute paedagogica jure praedicandus. Darmstadt 1715
- Progr. — quod insignes principalium insignium, imagines, praecipue Hassiacas, commentatione historico - oratoria illustrandas, sistit. Darmstadt 1715
- Spicilegium logicum, tribus manipulis collectum ac in area paedag. excutiendum. Darmstadt 1716
- Thalassius, Ludovico Hass. Landgr. Prince haered. & Comiti, Charlottae Chriftinae, thalamum connubialem parantibus, in vota & preces vocatus, oratione epithalamica solemni auditorium gratulabundus rogat, ad quam invitat paedagogeo vale simul dicturus. Darmstadt 1717
- Jo. Hussus martyr & vates. 1717
- Observationes in Theses Lutheri de indulgentiis, occasione Jubilaei secundi evangelici confignatae. 1717
- Diss. acad. de perfectione vitae philosophica. 1721
- Mater semper virgo s. de perpetua Mariae virginitate Diss. philo-theosophica. 1725
- Schediasma orator, de eloquentia sacra. 1728
- Justitia divina sanctitatis suae vindex in excisione ex populo benedicto manifesta.
- Miscellanea de morum civilitate comparanda.